# Rödkallen

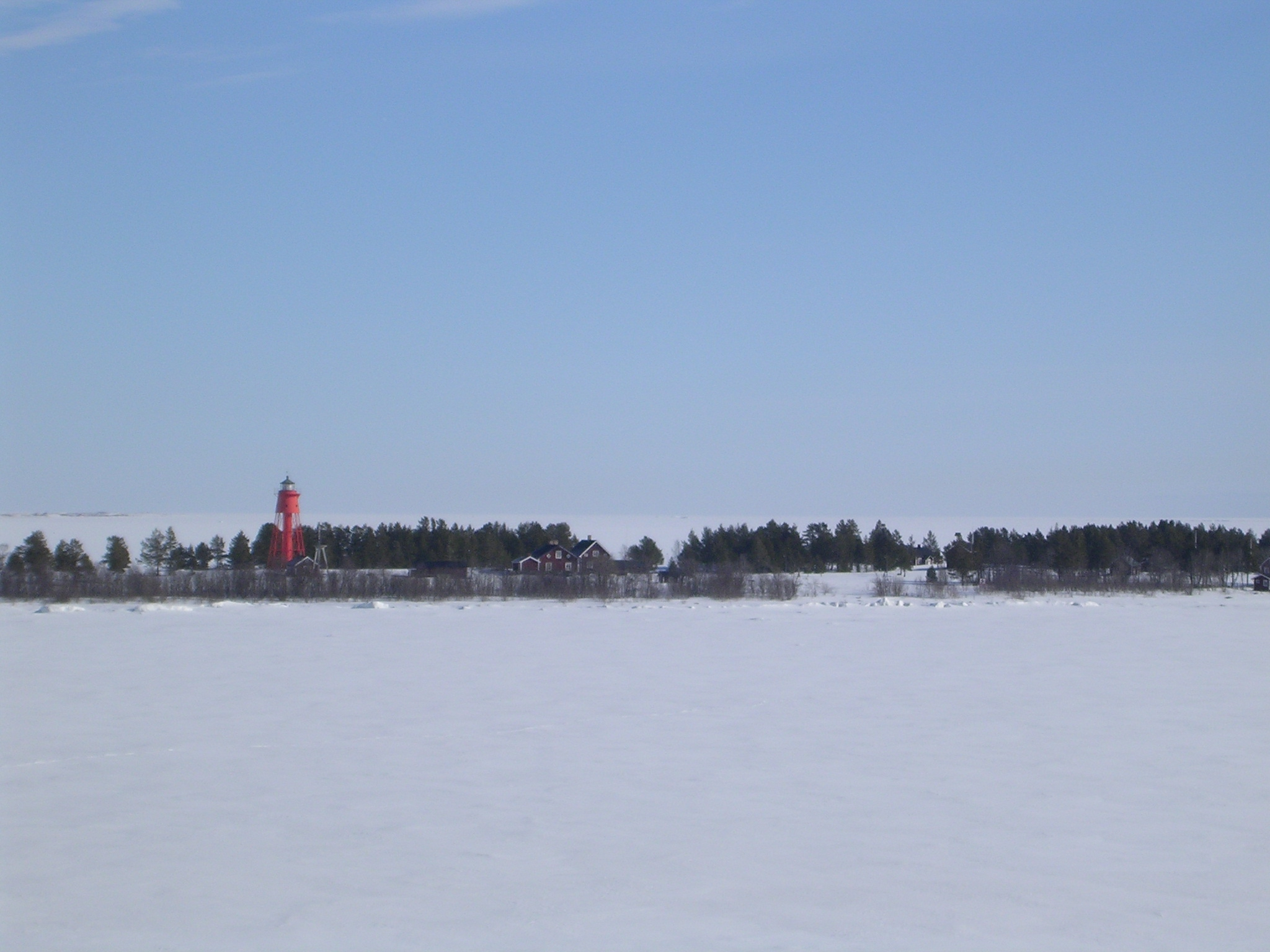
Rödkallen en vårvinterdag i mars 2004

Rödkallen är en ö i yttersta havsbandet i Lule skärgård. Rödkallen är känd för sitt fiske, framför allt strömmingsfiske, sedan medeltiden. 
Rödkallen är en riktigt bra fågellokal framförallt på hösten då ön är känd för sina sibiriska gäster. Norra delen av ön ligger i naturreservatet Rödkallen-Söräspen.

## Historik
Omkring år 1760 uppfördes av fiskare från Karlö och Luleå stad ett kapell på ön och under 1800-talet fick ön också en lotsplats. 1872 byggdes Heidenstamsfyren som är 21,4 meter hög på ön. Denna fyr var i bruk fram till 1972. Fyrplatsen avbemannades 1971 och lotsarna drogs in 1981. Fyren är numera automatiserad. Ön har inte permanent bosättning, men däremot ett 30-tal små röda stugor som man bodde i förr medan man var ute på fiske. Stugorna är nu privatägda och används som sommarstugor. Rödkallen är en kronoholme. Fyrfunktionen flyttades 1972 till taket på lotsutkiken (Rödkallen södra). Byggnaden är gul nedtill och röd upptill. Sedan 2000 har hotellverksamhet med bland annat en bar högst upp i lotsutkiken funnits. Hotellet fick dock stänga år 2007.[källa behövs]

## Bebyggelse och omgivning
Ön med sitt utsatta läge i ytterskärgården var under många år en viktig lots- och fyrplats. Här finns också fyrvaktarboställe och en gammal lotsstuga som berättar om Rödkallens historiska betydelse för sjöfarten. Den platta ön är karg och domineras av hällar, sandhedar och klapperstensfält. På ön finns det flera labyrinter samt lämningar från gamla husgrunder. En av dessa labyrinter finns bredvid landgången vid den gamla Heidenstamfyren. Endast en mindre träddunge i mitten av ön ger skydd för vinden. Från hamnen, där den nya fyren står, leder en promenadstig, gjuten i betong, upp till fiskestugorna och det enkla, timrade kapellet. Taket på kapellet användes innan fyrens tid som lotsutkik. Den gamla lotsstugan vid kapellet vittnar om denna första tid. Länge ägdes kapellet av Lotsverket, men överlämnades 1974 till Nederluleå församling. En gång varje sommar hålls en välbesökt sommargudstjänst i kapellet.
| Rödkallen                 |                             |
|                           |                             |
| Läge                      | Luleå kommun, Sverige       |
| Svenskt fyrnummer         | 035401                      |
| Internationellt fyrnummer |                             |
| Fyrkaraktär               | Exting                      |
| Koordinater               | 65°19′4.4″N,22°21′37.5″E    |
| Lyshöjd                   | 25 meter                    |
| Tornets höjd              | 21,4 meter                  |
| Byggår                    | 1872                        |
| Byggnadstyp               | heidenstamfyr               |
| Färg                      | röd                         |
| Lysvidd                   | 15 nautisk mil              |
| Nuvarande optik           | 1:a ordningens fresnel-lins |

| Rödkallen södra           |                           |
| Läge                      | Luleå kommun, Sverige     |
| Svenskt fyrnummer         | 035400                    |
| Internationellt fyrnummer | C 5745                    |
| Fyrkaraktär               | LFl WRG 10s               |
| Koordinater               | 65°18′50.8″N,22°22′11.1″E |
| Lyshöjd                   | 22 meter ö.h.             |
| Tornets höjd              | 18 meter                  |
| Byggår                    | 1950                      |
| Färg                      | röd/gul                   |
| Lysvidd                   | 9 nautisk mil             |

## Fotnoter
1. ↑  Magnus Rietz (2001). Svenska fyrar (Andra upplagan). Stockholm: Bokförlaget Tomas Fischer. sid. 17. ISBN 9170549133
2. ↑  FMIS 1046:1
3. ↑  ”svenska kyrkan, Rödkallens kapell”. http://svenskakyrkan.se/nederlulea/rodkallens-kapell. Läst 27 augusti 2014.
4. ↑  Bebyggelseregistret, läs online.[källa från Wikidata]
5. 1 2  Fyrwiki, Svenska Fyrsällskapet, läs online.[källa från Wikidata]
6. ↑  NGA List of Lights, Radio Aids and Fog Signals, National Geospatial-Intelligence Agency, 2017, s. 158, läs online.[källa från Wikidata]